# 田中克彦 (政治家)
田中 克彦（たなか かつひこ、1928年（昭和3年）7月18日 - ） は、日本の政治家。元日本社会党衆議院議員(1期)。元山梨県議会議員。

## 来歴
山梨県出身。山梨県立農林高等学校卒。元山梨県議会議員。1983年の総選挙で山梨全県区から立候補して初当選。1期務めた。1986年の総選挙で落選、政界を引退。